# Artérias esofágicas
Artérias esofágicas são artérias que se encontram na região do esôfago. Quatro ou cinco em número, surgem da face anterior da aorta e passam obliquamente para baixo do esôfago, formando uma cadeia de anastomoses.